# Purton Stoke
Purton Stoke – wieś w Anglii, w hrabstwie Wiltshire. Leży 59 km na północ od miasta Salisbury i 121 km na zachód od Londynu.